# بل ریور (لوئیزیانا)
بل ریور (به انگلیسی: Belle River) یک منطقهٔ مسکونی در ایالات متحده آمریکا است که در لوئیزیانا واقع شده‌است.